# Carlo Montella
Carlo Montella (* 1922 in Neapel; † 6. März 2010 in Pisa) war ein italienischer Schriftsteller.
Er veröffentlichte diverse Romane. Sein erstes Werk war „Reise durch die Sippschaft“ (it: I parenti del sud) von 1951, der zwei Jahre nach Fertigstellung in der patriotischen Literaturreihe „I Gettoni“ veröffentlicht wurde.

## Familie
Carlo Montellas Mutter Emilia entstammte einer adeligen Familie. Sie studierte Maschinenbau und beendete ihr Studium mit einer Arbeit zur Theoretische Mechanik, die zunächst nur von der Universität Neapel herausgegeben, später allerdings als Übersetzung in einer französischen Fachzeitschrift veröffentlicht wurde. Man bot ihr daraufhin einen Lehrstuhl an, den sie aber ablehnte, um sich auf ihr Familienleben und insbesondere die Erziehung ihrer Kinder, Carlo und Adriana, zu konzentrieren.
1998 tötete Montella seinen Sohn Paolo, der unter psychischen Problemen litt, in Notwehr, um seine Frau Anna zu schützen.

## Leben
Montella verbrachte seine Kindheit in Avellino. Das Haus, in dem er damals lebte und in dem schon Victor Hugo als Kind gewohnt hatte, befindet sich auf der Viale dei Platani.
Nach dem Studium der Ästhetik schrieb Montella unter anderem für die Zeitschriften „La Nazione“ und „Il Messaggero“. Zwischen 1954 und 2002 schrieb er sieben Romane.

## Preise und Auszeichnungen
- 1954: Premio Viareggio in der Kategorie „Erstlingswerk“ für seinen Roman I parenti del sud.

## Kritik
Elio Vittorini, der Herausgeber von „Reise durch die Sippschaft“ in der Reihe „I Gettoni“, schrieb über Montella:

« Carlo Montella appartiene a quel tipo di scrittori per cui il vero e unico modo di rappresentare il mondo è quello di metterlo in burla. Ne è prova il suo primo romanzo, I parenti del Sud: un quadro quasi interamente spassoso e quasi interamente persuasivo della piccola borghesia meridionale, additata sempre nell’estremo pittoresco dei propri costumi o delle proprie fissazioni, e pur nondimeno derisa come per un difetto dell’universale degli uomini, per una, diciamo, «mancanza di grazia» in cui può continuamente cadere la natura umana. Montella vi dimostra la capacità generosa che distingue l’autentico scrittore comico dal polemista. Ma non bisogna credere che vi sia arrivato tutt’a un tratto; anche lui ha cominciato credendo di far propri i più violenti o lacrimosi dei modi messi in voga dal neo-realismo. Ancora in un primo manoscritto di questo stesso Parenti del Sud egli alternava pagine tetramente volute a pagine felicemente involontarie. Egli voleva rappresentare il mondo, mica sfotterlo. Lo andava addirittura dicendo. E non s’accorgeva di poter rappresentare i dolori del mondo solo lasciandosi prendere dalla vena di sfottere. Ma ha finito con l’accorgersene. Al punto di sapersi mettere pieno d’ispirazione a tagliare e correggere I parenti del Sud, e di saperlo rendere in pochi mesi di lavoro, quale oggi lo presentiamo »
« Carlo Montella erscheint als einer dieser Schriftsteller, für die der einzige Weg, die Welt darzustellen der ist, sich über sie lustig zu machen. Davon zeugt sein erster Roman, „Reise durch die Sippschaft“: eine kurzweilige und komplett überzeugende Abbildung des Kleinbürgertums in Süditalien. In extrem pittoresker Art und Weise werden die Traditionen und Marotten dargestellt und gleichzeitig als eine Art universelle, menschliche Schwäche verspottet, sozusagen eine „Abwesenheit der Anmut“, in die das menschliche Naturell permanent umschlagen kann. Montella besitzt die Fähigkeiten, die einen authentisch lustigen Autoren von einem Polemiker unterscheiden. Man darf jetzt aber nicht glauben, dass er sofort dort angekommen wäre, auch er glaubte am Anfang, auf die brutalste und larmoyanteste mögliche Art zu schreiben, die durch den Neo-Realismus in Mode kam. In einem der ersten Manuskripte von „Reise durch die Sippschaft“ wechseln sich gekünstelt düstere Seiten mit unfreiwillig komischen ab. Er wollte die Welt darstellen und sie nicht verspotten. Das sagte er sogar selbst. Und merkte dabei gar nicht, dass er die Schmerzen der Welt einfach darstellen könnte, indem er sich von dem Impuls des Spotts leiten ließe. Am Ende wurde es ihm aber klar. Als er sich darüber klar war, begann er voller Inspiration, die „Reise durch die Sippschaft“ zu korrigieren und sie in wenigen Monaten zu dem zu machen, was wir heute präsentieren. »

## Werke
- Reise durch die Sippschaft (I parenti del Sud), Einaudi, Turin, 1953
- Feuer im Katasteramt (Incendio al catasto), Vallecchi, Florenz, 1956
- Chi parte all'alba, S. Sciascia, Caltanisetta, 1957
- Ritratto spagnolo, Vallecchi, 1958
- Perché anche morire, Rizzoli, Mailand, 1967
- Le zie, Vallecchi, 1976
- Dovè Beethoven?, Tullio Pironti, Neapel, 2002